# 五龍閣
五龍閣（ごりゅうかく）は京都市東山区・清水坂の傍らにある建築家武田五一が設計したセセッションスタイルの西洋館。
大正3年（1914年）、清水焼窯元で実業家の松風嘉定（しょうふうかじょう）の邸宅として竣工した。別称は旧松風嘉定邸。平成11年（1999年）に国の登録有形文化財に登録された。
現在は株式会社順正のカフェレストラン夢二カフェ五龍閣として活用されている。

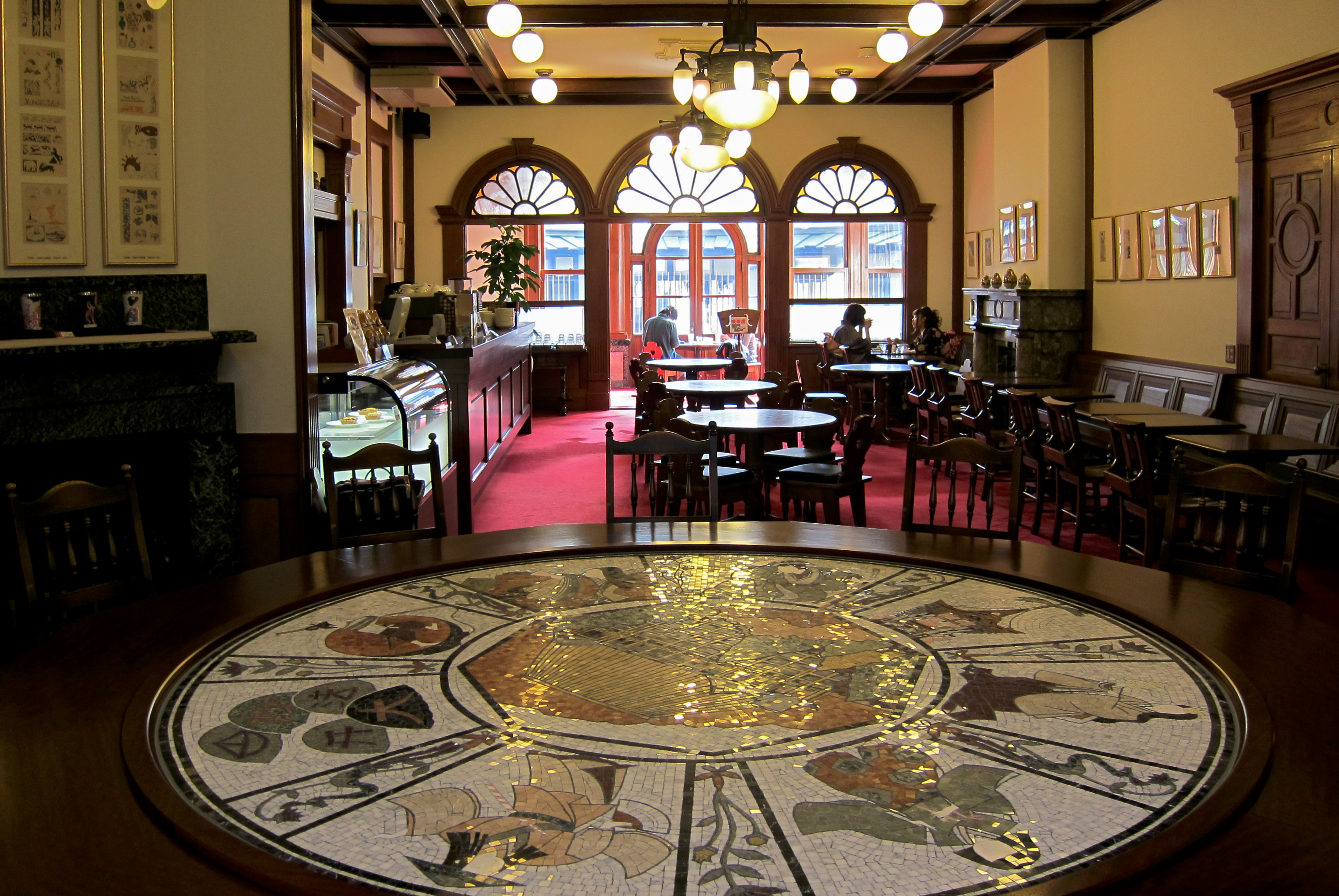
インテリア

## 交通アクセス
- 京阪本線 清水五条駅 徒歩17分

## 周辺
- 三年坂
- 二年坂
- 清水寺